# 巨擊大亂鬥
《巨擊大亂鬥》是由马来西亚独立工作室Passion Republic Games于2022年8月5日开发和发行的动作怪兽格斗游戏，该游戏于Microsoft Windows、PlayStation 4和PlayStation 5上发布。

## 游戏玩法
《巨擊大亂鬥》是一款动作格斗游戏，玩家扮演其中一只怪兽，并且在充满可摧毁环境的关卡中与其他怪兽战斗。这些怪兽可以进行轻攻击和重攻击，并释放独特的特殊招式。他们还可以闪避、空中冲刺及向对手投掷建筑物和物体。玩家对对手造成伤害时将获得巨怪能量（Giga-energy）。当积累足够的巨怪能量，怪兽将会变身为“S级”怪物，力量和体型会有显著增强。在比赛中会出现一个巨怪球（Giga-ball）。获得巨怪球的怪兽可以发动终极攻击对其他对手造成毁灭性的伤害。游戏首发时将提供10种不同的怪兽角色。
该游戏支持本地和在线多人游戏。在对战模式中，玩家可以进行自由对战，或分成两队互相对战。虽然游戏最多支持四名玩家，但单人玩家也可以与人工智能控制的角色进行对战。此外，游戏还提供四个单人战役，分别讲述四只怪兽的故事：Gorogong、Pipijuras、Woolley和Thundatross。此外，游戏还有名为“Mayhem”的派对模式，玩家可以一起完成各种小游戏。 

## 开发
《巨擊大亂鬥》是马来西亚独立游戏开发工作室Passion Republic Games的首款作品。游戏中的怪兽灵感来自于经典的特摄角色，包括哥斯拉、巨兽机器人和奥特曼。此外，诸如基于WWE授权的游戏、《怪兽之王》、《怪獸大破壞》、《钢弹对战》、《怪獸大激戰》和《力石戰士》等电子游戏也对团队产生了影响。 《胡鬧廚房》和《火箭聯盟》也是主要的灵感来源。该团队还加入一个故事模式，作为核心战斗模式的“延伸”。该模式将探索四种不同怪兽的背景及其起源。游戏的控制方案被设计为简单易懂，玩家的攻击将受到其他上下文因素的影响，比如玩家格挡、冲刺或抓取。游戏中的每个可玩角色都经历多个设计和开发阶段。Thundatross是该游戏第一个公开的角色，Thundatross被描述为类似于其他经典怪兽的“全能型”怪物。
该游戏的首支预告片于2019年9月12日首播。游戏于2022年8月5日发布，适用于PlayStation 4、PlayStation 5和Microsoft Windows平台。 在2022年东京电玩展期间宣布哥斯拉将作为客串角色加入游戏。哥斯拉在游戏中出现的预告片于11月2日发布，并于12月9日作为DLC加入游戏11月16日，哥斯拉合作的DLC宣布提前两天于12月7日发布，而非原定的12月9日。哥斯拉系列中的其他三个怪兽；已确认蓋剛 、 机龙和戴斯特洛伊亞将与哥斯拉一同在DLC中发布。另外三个预告片分别于11月16日、23日和30日发布。在2023年4月19日的日本独立游戏世界展示会上，宣布游戏将于2023年8月4日推出任天堂Switch版，并于同一天开始接受预订。

## 评价
评论聚合网Metacritic给予《巨擊大亂鬥》的评价"褒贬不一"或"中等水平"。 
IGN的米切尔·萨尔兹曼 (Mitchell Saltzman) 给游戏评分为7/10，并称赞游戏的简单控制、角色技能组合和充满花样的关卡设计；他得出的结论是，这些特点使游戏更适合于休闲本地对战，而不是单人游玩，甚至是在线对战模式，他认为这些模式“至少存在且有用”。 